# Криволука (Тернопольская область)
Криволука (укр. Криволука) — село в Белобожницкой сельской общине Чортковского района Тернопольской области Украины.
Население по переписи 2001 года составляло 224 человека. Почтовый индекс — 48532. Телефонный код — 3552.